# Seznam francoskih provinc
Francosko kraljestvo je bilo vse do revolucije 4. marca 1790, porazdeljeno na province, ki so tedaj razpadle na novoustanovljene departmaje.
Imena nekdanjih provinc še vedno uporabljajo geografi za označitev naravnih pokrajin, nekaj francoskih administrativnih regij tudi nosi njihova imena.

## Seznam nekdanjih francoskih provinc

### Province
| Glavne francoske province pred revolucijo, v oklepaju sedež province. | Glavne francoske province pred revolucijo, v oklepaju sedež province. | Glavne francoske province pred revolucijo, v oklepaju sedež province. |
| --- | --- | --------------------------------------------------------------------- |
| 1. Île-de-France (Pariz) 2. Berry (Bourges) 3. Orléanais (Orléans) 4. Normandija (Rouen) 5. Languedoc (Toulouse) 6. Lyonnais (Lyon) 7. Dauphiné (Grenoble) 8. Šampanja (Troyes) 9. Aunis (La Rochelle) 10. Saintonge (Saintes) 11. Poitou (Poitiers) 12. Akvitanija in Gaskonja (Bordeaux) 13. Burgundija (Dijon) 14. Pikardija (Amiens) 15. Anjou (Angers) 16. Provansa (Aix-en-Provence) 17. Angoumois (Angoulême) 18. Bourbonnais (Moulins) 19. grofija Marche (Guéret) 20. Bretanija (Rennes) | 1. Maine (Le Mans) 2. Touraine (Tours) 3. Limousin (Limoges) 4. Foix (Foix) 5. Auvergne (Clermont-Ferrand) 6. Béarn (Pau) 7. Alzacija (Strassbourg, cons. souv. v Colmarju) 8. Artois (Arras) 9. Roussillon (Perpignan) 10. Flandrija in Hainaut (Lille, parlament v Douaiju) 11. Franche-Comté (Besançon) 12. Lorena (Nancy) 13. Korzika (Ajaccio, cons. souv. v Bastiji) 14. Nivernais (Nevers) 15. Grofija Venaissin, papeška posest 16. Cesarsko svobodno mesto Mulhouse 17. Savoja, Sardinska posest 18. Nica, Sardinska posest 19. Montbéliard, posestvo Württemberga 20. Trois-Évêchés (Metz, Toul in Verdun). | Province Francije                                                     |

### Deli Francije, 1789
- Akvitanija
  - Bordelais
  - Bazadois
  - Chalosse
  - Labourd
  - Lannes
  - Périgord
  - Quercy
  - Rouergue
- Alzacija
  - Spodnja Alzacija
  - Zgornja Alzacija
  - Sundgau
- Angoumois
- Anjou
  - Besugeois
  - Mauges
- Artois
  - Boulonnais
- Aunis
- Auvergne
- Béarn
  - Soule
- Beaujolais
- Berry
- Bourbonnais
- Burgundija
  - Autunois
  - Auxerrois
  - Auxois
  - Bassigny
  - Châlonnois
  - Charollois
  - Dijonnais
  - Mâconnais
  - Bresse
    - Bugey
    - Dombes
    - Pays de Gex
    - Valromey
- Bretanija
- Dauphiné
  - Baronnies
  - Briançonnois
  - Champsaur
  - Diois
  - Gapençais
  - Graisivaudan
  - Embrunais
  - Valentinois
  - Viennois
- Flandrija in Hainaut
  - Primorska Flandrija
  - Valonska Flandrija
  - Hainaut (Francija)
  - Cambresis
- Grofija Foix
  - Donnezan
- Forez
- Franche-Comté
- Gaskonja
  - Agenois
  - Armagnac
  - Bigorre
  - Comminges
  - Condomois
  - Couserans
  - Estarac
  - Grave
  - Lomagne
  - Marsan
  - Nébouzan
  - Quatre-Vallées
- Île-de-France
  - Beauvaisis
  - Brie française
  - Gâtinais français
  - Hurepoix
  - Laonnois
  - Mantois
  - Multien
  - Noyonnais
  - Omois
  - Parisis
  - Pays de France
  - Quart de Noyon
  - Soissonnois
  - Vexin français
  - Valois
- Languedoc
  - Gévaudan
  - kneževina Orange
  - Velay
  - Vivarais
- Korzika
- Landau (cesarsko svobodno mesto, okupirano 1680, vrnjeno Bavarski 1815)
- Limousin
- Lorena
  - Barrois
- Lyonnais
  - Plat pays de Lyonnais
  - Lyon
  - Franc-Lyonnais
- Maine
- Marche
  - Combrailles
- Nivernais
- Normandija
  - Avranchin
  - Pays d'Auge
  - Bessin
  - Pays de Bray
  - Campagne de Caen
  - Pays de Caux
  - Cotentin
  - Houlme
  - Lieuvin
  - Campagne de Neubourg
  - Pays d'Ouche
  - Roumois
  - Campagne de Saint-André
  - Vexin Normand
- Orléanais
  - Blésois
  - Pays chartrain
  - Dunois
  - Gâtinais orléanais
  - Vendômois
- Perche
  - Perche-Gouët
  - Thimerais
- Pikardija
  - Amienois
  - Ponthieu
  - Santerre
  - Thiérache
  - Vermandois
  - Vimeu
- Poitou
- Provansa
- Roussillon
  - Rosselló
  - Cerdagne
  - Conflent
  - Vallespir
  - Capcir
- Saintonge
- Spodnja Navarra
- Šampanja
  - Brie champenoise
  - Perthois
  - Rhemois
  - Senonais
  - Vallage
- Touraine
- Trois-Évêchés

### Province izven Francije,1789
- Avignon in Grofija Venaissin, pripadala papežu, priključena k Franciji 1791.
- Montbéliard je bil priključen 1793 kot del Rauraške republike, h kateri je kratek čas pripadal.
- Mulhouse, cesarsko svobodno mesto, zaveznik Švice je bil priključen 1798.
- Savoja in Nica sta bili začasno priključeni k Franciji v obdobju 1792-1815, vrnjeni Sardinskemu kraljestvu na Dunajskem kongresu, znova pod Francijo od 1860.
- Več drugih ozemelj ob severni meji Alzacije in Lorene je bilo aneksirano med francosko revolucijo.